# Comarca de la Limia
La comarca de la Limia[cita requerida] (comarca da Limia en gallego) está situada en la provincia de Orense, Galicia, España. Limita al oeste con la comarca de La Baja Limia al este con la comarca de Verín, al noreste con la comarca de Tierra de Caldelas, al sur con el distrito portugués de Vila Real, al noroeste con la comarca de Tierra de Celanova y al norte con la comarca de Allariz - Maceda. 
La Limia es una de las regiones naturales de Galicia más nítida. Se encuentra en el centro de la provincia de Orense ocupando en gran parte una amplia depresión tectónica de fondo plano, en la que estuvo la laguna de Antela, desecada a partir del año 1958. Tiene una altitud media de unos 600 metros, con una topografía de llanura rodeada por el sur por la Sierra de Laroco.
Los municipios que forman parte de esta depresión son: Ginzo de Limia, Porquera, Rairiz de Veiga, Sandianes, Villar de Santos, Trasmiras y un pequeño sector de Blancos; ya fuera de la depresión, se incluyen los municipios de Calvos de Randín y Baltar, ya en la Sierra de Laroco. En el noreste, el municipio de Villar de Barrio, ya empieza a estar ubicado en el depresión de Maceda así como en las sierras centrales orensanas.
La comarca ocupa una superficie de 801,9 kilómetros cuadrados y tenía una población de 21.964 habitantes en 2014 (IGE), con una densidad poblacional de 27.39 personas por kilómetro cuadrado. Alrededor del 40% de esta población se concentra en el municipio de Ginzo de Limia. Esta región está experimentando un fuerte proceso de despoblación, especialmente en los municipios ubicados en zonas montañosas como Baltar y Calvos de Randín.
el cultivo de  grano y patatas con denominación de origen, predominan en la mayor parte de la tierra de labradío. El área más grande dedicada al cultivo de papas está en los municipios de Ginzo de Limia y Sandianes.
La Limia es la región agrícola extensiva más importante de Galicia, con 350 familias que viven exclusivamente de la agricultura y otras 500 que participan en ella como una segunda actividad.
En cada municipio se obtiene en mayor o menor grado un aprovechamiento del ganado, aves de corral y conejos, destacando el complejo cooperativo Coren en los municipios de Sarreaus y Porquera. Esta región cuenta con 350 explotaciones de ganado vacuno, 319 de ovejas y cabras, 91 de aves de corral, 71 de cerdos y 9 de conejos. Esta capacidad productiva da lugar a un sector de transformación y comercialización agrícola y ganadero que genera más de 150 empleos directos.
La actividad industrial más destacada está relacionada con el sector de la construcción (aserraderos de madera, canteras, graveras, etc.).
La ciudad de Ginzo de Limia actúa como centro comercial de toda la región, concentrándose allí, al mismo tiempo, la mayor parte de las actividades industriales y de servicios.

## Municipios
Baltar, Blancos, Calvos de Randín, Porquera, Rairiz de Veiga, Sandianes, Sarreaus, Trasmiras, Villar de Barrio, Villar de Santos y Ginzo de Limia.